# Michel Kien Samophithak
Michel Kien Samophithak (1920 - 1998) là một Giám mục người Thái Lan của Giáo hội Công giáo Rôma. Ông nguyên là Tổng giám mục chính tòa Tổng giáo phận Thare and Nonseng. Trước đó, ông cũng đảm nhiệm nhiều chức danh khác như Đại diện Tông Tòa Hạt Đại diện Tông Tòa Thare và Đại diện Tông Tòa Hạt Đại diện Tông Tòa Thare and Nonseng. Tổng giám mục Samophithak cũng là một trong số các nghị phụ tham dự đầy đủ 4 giai đoạn của Công đồng Vatican II, kéo dài từ năm 1962 đến năm 1965.

## Tiểu sử
Tổng giám mục Michel Kien Samophithak sinh ngày 18 tháng 12 năm 1920 tại Thare, thuộc Thái Lan. Sau quá trình tu học dài hạn tại các cơ sở chủng viện theo quy định từ phía Giáo luật, ngày 4 tháng 4 năm 1948, Phó tế Samophithak, 28 tuổi, tiến đến việc được truyền chức linh mục.
Sau hơn 10 năm thực thi các quyền hạn nghĩa vụ của một linh mục trong các hoạt động tôn giáo, ngày 12 tháng 2 năm 1959, Tòa Thánh loan báo tin tức về việc Giáo hoàng đã quyết định tuyển chọn linh mục Michel Kien Samophithak, 39 tuổi, gia nhập vào hàng ngũ các giám mục trên toàn thế giới, với vị trí được trao phó là Đại diện Tông Tòa Hạt Đại diện Tông Tòa Thare và danh hiệu Giám mục Hiệu tòa Octaba. Lễ tấn phong cho vị giám mục tân cử được tổ chức sau đó vào ngày 1 tháng 7 cùng năm, với phần nghit hức chính yếu được cử hành cách trọng thể bởi 3 giáo sĩ cấp cao. Chủ phong chi vị tân giám mục là Giám mục Claudius-Philippe Bayet, M.E.P., Đại diện Tông Tòa Hạt Đại diện Tông Tòa Ubon. Hai vị còn lại, với vai trò phụ phong, gồm có Giám mục Pietro Luigi Carretto, S.D.B., Đại diện Tông Tòa Hạt Đại diện Tông Tòa Rajaburi và Giám mục Francis Xavier Sanguon Souvannasri, Đại diện Tông Tòa Hạt Đại diện Tông Tòa Chanthaburi.
Tấn phong chưa được đầy một năm, tin tức từ Tòa Thánh thông bảo đổi tên Hạt Đại diện Tông Tòa Thare thành Hạt Đại diện Tông Tòa Thare and Nonseng. Cùng với tin tức đổi tến này là quyết định tái bổ nhiệm Giám mục Samophithak làm Đại diện Tông Tòa tại đây. Năm năm sau khi được đổi tên, với quyết định được Tòa Thánh cho công bố ngày 18 tháng 12 năm 1965, Hạt Đại diện Tông Tòa Thare and Nonseng được thăng cấp thành Tổng giáo phận Thare and Nonseng. Cùng với tin trên, quyết định của Giáo hoàng, chọn nguyên Đại diện Tông Tòa Michel Kien Samophithak làm Tổng giám mục, với chức danh mới, Tổng giám mục chính tòa Tiên khởi Tổng giáo phận Thare ang Nonseng. Trong cùng khoảng thời gian kéo dài từ năm 1962 đến năm 1965, Giám mục Samophithak cũng tham dự đầy đủ 4 giai đoạn của Công đồng Vatican II, với vai trò là một nghị phụ.
Sau 15 năm lành đạo Tổng giáo phận, Tổng giám mục trẻ tuổi Samophithak, 60 tuổi, bất ngờ xin từ nhiệm và từ phía Tòa thánh đã công bố chấp thuận vào ngày 6 tháng 3 năm 1980. Ông qua đời sau đó gần 20 năm, vào ngày 16 tháng 10 năm 1998.